# Hermann Oelsner
Hermann Oelsner (* 15. Oktober 1871 in Berlin; † 1923) war ein britischer Romanist.

## Leben und Werk
Oelsner  studierte an der University of Cambridge und in Deutschland. Er wurde 1896 in Berlin mit der Arbeit Dante in Frankreich bis zum Ende des 18. Jahrhunderts promoviert.
Oelsner war von 1909 bis 1913 der erste Lehrstuhlinhaber für romanische Philologie  an der Oxford University. Auf ihn folgte Paul Studer.

## Weitere Werke
- The Influence of Dante on Modern Thought, being the Le Bas prize essay 1894, London 1895, 2009
- (Hrsg.) The history of early Italian literature to the death of Dante, translated from the German of Adolf Gaspary, together with the author's additions to the Italian translation (1887) and with supplementary bibliographical notes (1887-1899), London 1901
- (Hrsg.) Six dramas of Calderon, freely tr. by Edward Fitzgerald, London 1903
- (Hrsg.) Dante's Vita Nuova, together with the version of Dante Gabriel Rossetti, London 1908